# Philippe Nantermod

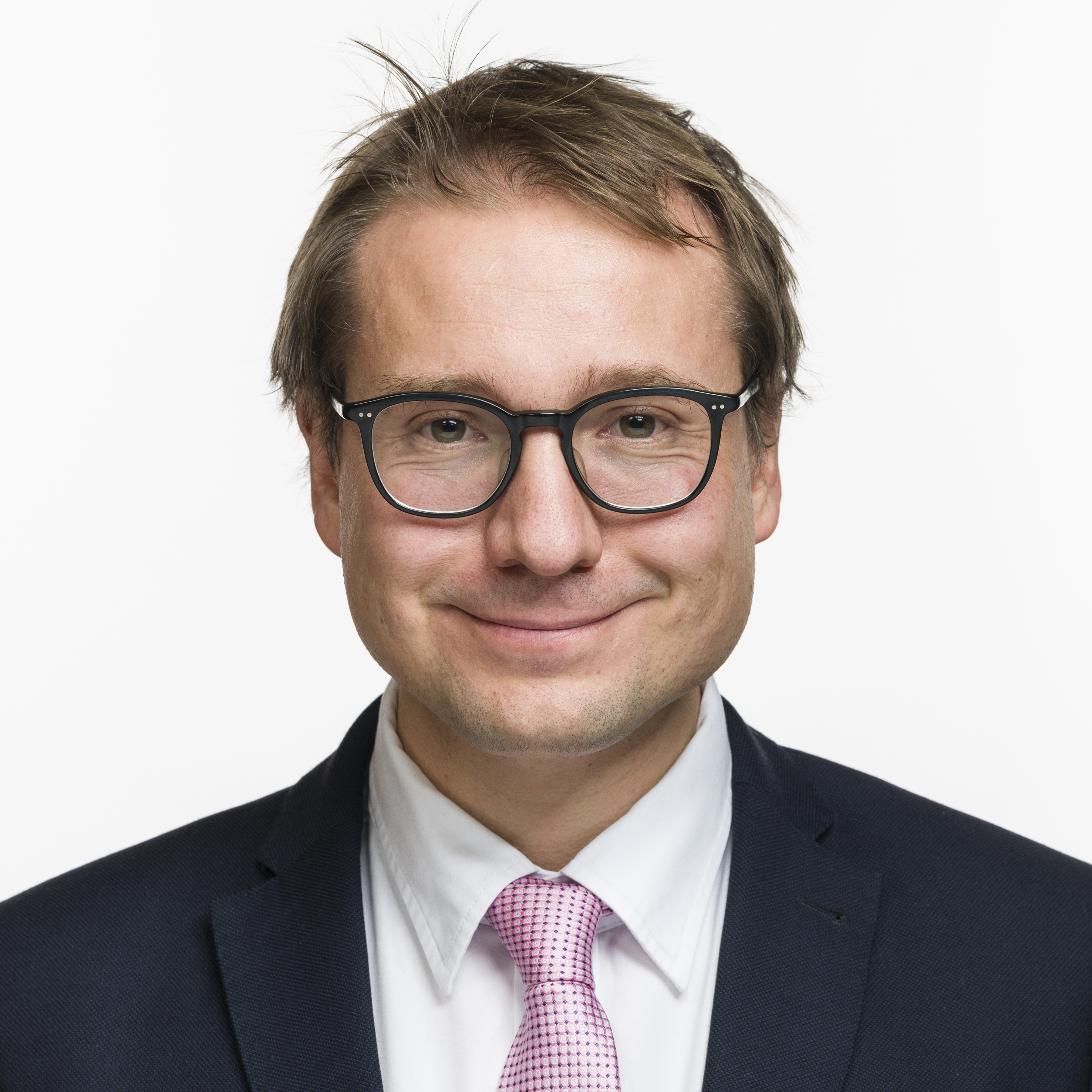
Philippe Nantermod (2019)

Philippe Nantermod (* 27. März 1984 in Lausanne; heimatberechtigt in Troistorrents) ist ein Schweizer Politiker (FDP.Die Liberalen), Mitglied des Nationalrates und Vizepräsident der FDP.Die Liberalen Schweiz.

## Leben
Nantermod besuchte das Collège de l’Abbaye in Saint-Maurice VS, wo er 2003 die Matur erlangte. 
Nach dem Studium der Rechte an der Universität Lausanne und einem Anwaltspraktikum bestand er 2012 die Anwaltsprüfung. 

## Politik
Nantermod stieg früh in die Politik ein. Von 2007 bis 2012 war er Vizepräsident, von 2012 bis April 2013 Co-Präsident der Jungfreisinnigen Schweiz. Am 3. März 2013 schaffte er den Sprung in den Grossen Rat des Kantons Wallis, am 18. Oktober 2015 wurde er in den Nationalrat gewählt.
Nantermod ist in der 50. Legislatur Mitglied der Legislativkommission für soziale Sicherheit und Gesundheit des Nationalrates (SGK-N) sowie der Geschäftsprüfungskommission.
Er war der einzige Westschweizer Politiker, der sich öffentlich für eine Annahme der No-Billag-Initiative engagierte.